# انجمن صنفی مترجمان ایران
در تاریخ سی‌ام مهر ۱۳۸۲ خلاء وجود سازمانی غیردولتی برای ساماندهی و نظام‌مند کردن گستره عظیم ترجمه در کشور، جمعی از علاقه‌مندان به حوزه ترجمه را برآن داشت تا برای پرکردن این نقصان به تأسیس انجمنی صنفی با عنوان انجمن صنفی مترجمان ایران همت گمارند. نخستین نشست اعضای هیئت مؤسس این کانون صنفی در همان تاریخ، برگزار و طی مدت شش سال پیگیری سرانجام نخستین پروانه صنفی فعالیت این انجمن در تاریخ ۲۷ مرداد ۱۳۸۸ در کمیسیون ماده ۱۰ قانون فعالیت احزاب، جمعیت‌ها و تشکلهای وزارت کشور صادر شد.

## فعالیت‌ها
طبق اساسنامه، این انجمن، «تشکلی، صنفی- تخصصی، غیرسیاسی و غیرانتفاعی با امکان تأسیس شعب در کلیه شهرستانهای ایران» است. این انجمن برای آشنایی هر چه بیشتر جامعه ایرانی با نقش آفرینی مترجمان در عرصه فرهنگ با موافقت شورای شهر تهران، نام بوستانی را در شمال شهر تهران به مترجم شهیر و معاصر، محمد قاضی تغییر داد.
تکریم از مترجمان پیشکسوت از جمله برنامه‌های مجامع عمومی سالانه این تشکل صنفی بوده‌است.

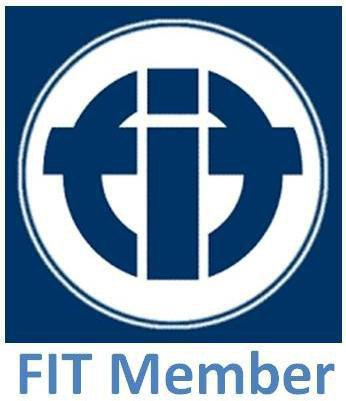
انجمن صنفی مترجمان ایران سال ۱۳۹۶ توانست به‌طور رسمی به عضویت فدراسیون جهانی مترجمان در آید.

### عضویت در فدراسیون جهانی مترجمان (FIT)
انجمن صنفی مترجمان ایران با پیگیری‌ها و کوشش فراوان سرانجام توانست سال ۱۳۹۶ به‌طور رسمی به عضویت فدراسیون جهانی مترجمان (به انگلیسی= International Federation of Translators)(FIT) در آید و به این ترتیب در گسترهٔ ترجمه تنها نهاد فارسی‌زبان است که به عضویت این سازمان جهانی درآمده است. (.

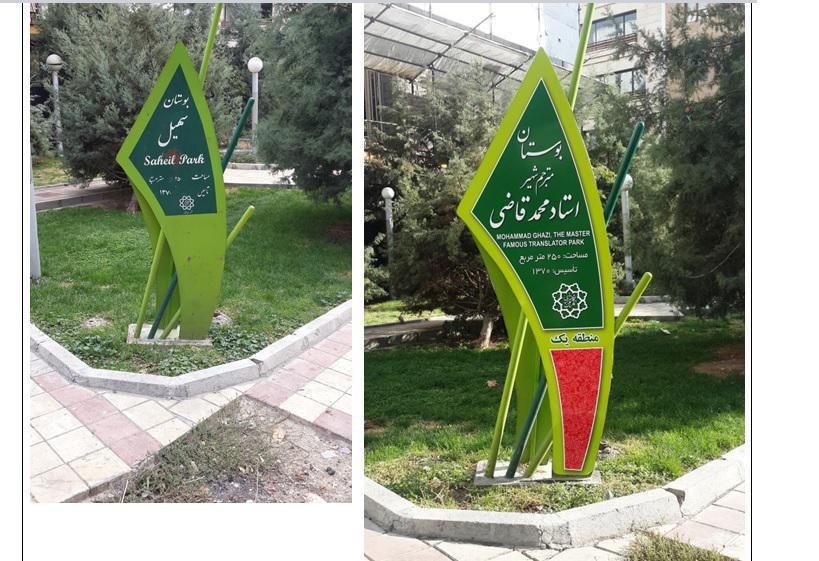
در نتیجه تلاش‌های انجمن صنفی مترجمان ایران، نام بوستان سهیل به بوستان محمد قاضی، مترجم شهیر معاصر، تغییر یافت

### بوستان محمد قاضی در تهران
در تاریخ ۲۷ مرداد سال ۱۳۹۴، انجمن صنفی مترجمان ایران ‏به پاس قدردانی از پنجاه سال تلاش بی‌وقفهٔ محمد قاضی در برگرداندن ارزشمندترین آثار ادبی و داستانی ادبیات فرانسه به زبان فارسی، توانست پس از یک سال و نیم تلاش و پیگیری، موافقت شورای شهر تهران را برای تغییر نام نزدیک‌ترین بوستان به محل زندگی قاضی در یکی از خیابان‌های منتهی به خیابان شریعتی در تهران، جلب کند و به این ترتیب بر اثر فرجام‌نگری انجمن صنفی مترجمان ایران نام بوستان سهیل به بوستان محمد قاضی تغییر نام یافت.

### برگزاری نشست تخصصی «نهضت ترجمه معکوس» همزمان با روز جهانی ترجمه
نشست تخصصی «نهضت ترجمه معکوس»، همزمان با روز جهانی ترجمه و مترجم، با همت انجمن مترجمان، یکشنبه ۸ مهر، ۱۳۹۷ در تالار فرهنگ سازمان اسناد و کتابخانه ملی ایران با حضور تنی چند از مترجمان برجسته ایران و شماری از دانشجویان و اعضای انجمن مترجمان ایران و علاقه مندان برگزار شد.

### تقدیر انجمن صنفی مترجمان ایران از خبرگزاری جمهوری اسلامی (ایرنا)
در پی اقدام خبرگزاری جمهوری اسلامی (ایرنا) در درج اسامی مترجمان در ذیل خبرهای ترجمه‌شده، انجمن صنفی مترجمان ایران در نامه‌ای به‌طور رسمی از این اقدام تحسین‌برانگیز این نهاد خبری که در جهت حفظ حقوق معنوی مترجمان صورت گرفت، ‏قدردانی کرد.
بر اساس این نامه تقدیر که در پایگاه خبرگزاری ایرنا منتشر شد، مرتضی نشاط، رئیس هیئت مدیره انجمن صنفی مترجمان ایران، در نامه‌ای رسمی خطاب به سید «ضیاء هاشمی» مدیر عامل ایرنا، از اقدام خبرگزاری جمهوری اسلامی در حمایت از حقوق مادی و معنوی مترجمان این نهاد خبری، تقدیر و تشکر کرد.
در متن این نامه خطاب به مدیر عامل خبرگزاری جمهوری اسلامی ایران آمده‌است: «از طرف انجمن صنفی مترجمان ایران از اقدام درخور تحسین جنابعالی و مجموعه همکاران محترم فرهنگی آن خبرگزاری وزین به خاطر درج نام مترجمان در انتهای متون ترجمه شده تولیدات خبری آن خبرگزاری که به واقع در راستای حفظ حقوق پدیدآورندگان و صاحبان اثر، طبق بند ۵ ماده ۳ قانون حمایت حقوق مؤلفان و مصنفان و هنرمندان وزارت فرهنگ و ارشاد اسلامی است، کمال تشکر و سپاس خود را محضرتان اعلام می‌داریم.»
در نامه انجمن صنفی مترجمان ایران همچنین آمده‌است: «به امید آنکه این اقدام شایسته و به جای خبرگزاری جمهوری اسلامی در مورد حفظ حقوق معنوی مترجمان، از سوی سایر خبرگزاری‌ها نیز مورد توجه قرار گیرد.»
خاطرنشان می‌شود خبرگزاری رسمی جمهوری اسلامی (ایرنا) مدتی است در جهت حفظ حقوق معنوی مترجمان، نام مترجمان خبر را در پایان اخبار منتشر می‌کند.

### اهداف
اهداف انجمن صنفی مترجمان ایران بر اساس اساسنامه آن عبارتند از:
- تلاش برای حفظ و حمایت از حقوق صنفی اعضاء؛
- حمایت از منافع مترجمان سراسر کشور، کمک به ارتقاء و تثبیت جایگاه حرفه ترجمه در جامعه و اعتلا بخشیدن به شأن و منزلت اجتماعی مترجمان؛
- برگزاری همایش، سمینار علمی و جلسات با موضوع ترجمه برای اعضاء؛
- ارتقاء سطح آموزش و پژوهش در ترجمه؛
- ارتباط با انجمن‌ها و تشکل‌های داخلی و خارجی عرصه ترجمه؛
- انتشار نشریه و ایجاد پایگاه اینترنتی؛
- تلاش برای رفع نیازهای رفاهی اعضاء از جمله تشکیل تعاونی مسکن برای آن‌ها؛
- تلاش در جهت ارائه راهکار و پیشنهاد به مسئولان در دستگاه‌ها، سازمانها و وزارتخانه‌ها.

### ارکان

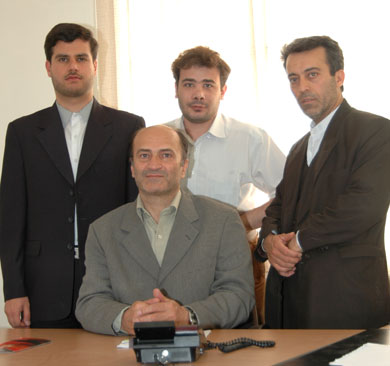
اعضای هیئت مؤسس انجمن صنفی مترجمان ایران. ایستاده از راست به چپ: ابراهیم حقیقی، سعید مشایخی، مرتضی کاظمی نشاط، نشسته: دکتر رضا فاضل

## اعضای هیئت مؤسس
اعضای هیئت مؤسس انجمن صنفی مترجمان ایران عبارتند از:
- مرتضی کاظمی نشاط
- ابراهیم حقیقی
- سعید مشایخی
- رضا فاضل

## اعضای هیئت مدیره

### اعضای هیئت مدیره و بازرس دور اول (۱۳۹۰–۱۳۸۷)
اعضای هیئت مدیره دور اول انجمن صنفی مترجمان ایران عبارتند از:
- مرتضی کاظمی نشاط
- ابراهیم حقیقی
- سعید مشایخی
- رضا فاضل
- فاطمه فرزانه
- محمدحسن هادی (بازرس)

### اعضای هیئت مدیره و بازرس دور دوم (۱۳۹۳–۱۳۹۰)
اعضای هیئت مدیره دور دوم انجمن صنفی مترجمان ایران عبارتند از:
- مرتضی کاظمی نشاط
- ابراهیم حقیقی
- سعید مشایخی
- فاطمه فرزانه
- ابوالفضل محمدی
- محمدحسن هادی (بازرس)

### اعضای هیئت مدیره و بازرس دور سوم (۱۳۹۶–۱۳۹۳)
اعضای هیئت مدیره دور سوم انجمن صنفی مترجمان ایران عبارتند از:
- مرتضی کاظمی نشاط
- ابراهیم حقیقی
- مریم خیری پور لنگرودی
- سوسن چراغچی
- علیرضا اله بخشی
- محمدحسن هادی (بازرس)

### اعضای هیئت مدیره و بازرس دور چهارم (۱۳۹۹–۱۳۹۶)
اعضای هیئت مدیره دور چهارم انجمن صنفی مترجمان ایران عبارتند از:
- مرتضی کاظمی نشاط
- ابراهیم حقیقی
- مریم خیری پور لنگرودی
- رضا فاضل
- حمیده جهانگیری
- محمدحسن هادی (بازرس)

## اعضای انجمن
این انجمن دو نوع عضویت دارد:
- اعضای اصلی
- اعضای افتخاری

بسیاری از مترجمان و پیکسوتان برجسته گستره ترجمه چون غلامرضا امامی عضو اصلی انجمن هستند و اما اعضای افتخاری، اعضایی هستند که منشأ خدمات یا انتشار آثار فاخری از زبان‌های خارجه به زبان فارسی و بالعکس انجکهستند. اعضای افتخاری انجمن که تاکنون برایشان کارت عضویت افتخاری صادر شده‌است: بهاء الدین خرمشاهی، نجف دریابندری و احمد احمدی (نماینده مجلس) هستند.